# Uddelermeer
Het Uddelermeer is een meertje gelegen op de Veluwe bij het dorp Uddel. Het vormt de bron van de Hierdensche Beek. 

## Beschrijving
Het meer is waarschijnlijk ontstaan als een pingoruïne of ijskernheuvel. In het geval van het Uddelmeer gebeurde dit tijdens het Saalien, een van de laatste ijstijden. Na het smelten van de ijskern bleef alleen het gat over dat tegenwoordig het meer vormt. Het meer heeft een diepte van circa 17 meter. Het smeltwaterdal ligt ingeklemd tussen de stuwwallen van Ermelo en Apeldoorn.
Doordat het Uddelermeer in een relatief droog gebied ligt is het gebied rond het Uddelermeer mogelijk al in de ijzertijd gecultiveerd. Zeker is in ieder geval dat vanaf de 7e eeuw in de omgeving ijzer werd geproduceerd. Ten oosten van het meer ligt de Hunenschans, een verdedigingswerk uit vermoedelijk de tiende eeuw.
De oudst bekende vermelding is uit 792-793 als het in een schenkingsoorkonde vermeld wordt als 'Uttiloch'. Een oorkonde uit 950 waarin een schenking van Keizer Otto I de Grote aan het klooster Engern is vastgelegd heeft vermoedelijk ook betrekking op het Uddelermeer.
Er is een sage die het ontstaan van dit meer verbindt aan reuzen.